# ローレンス・レッシグ

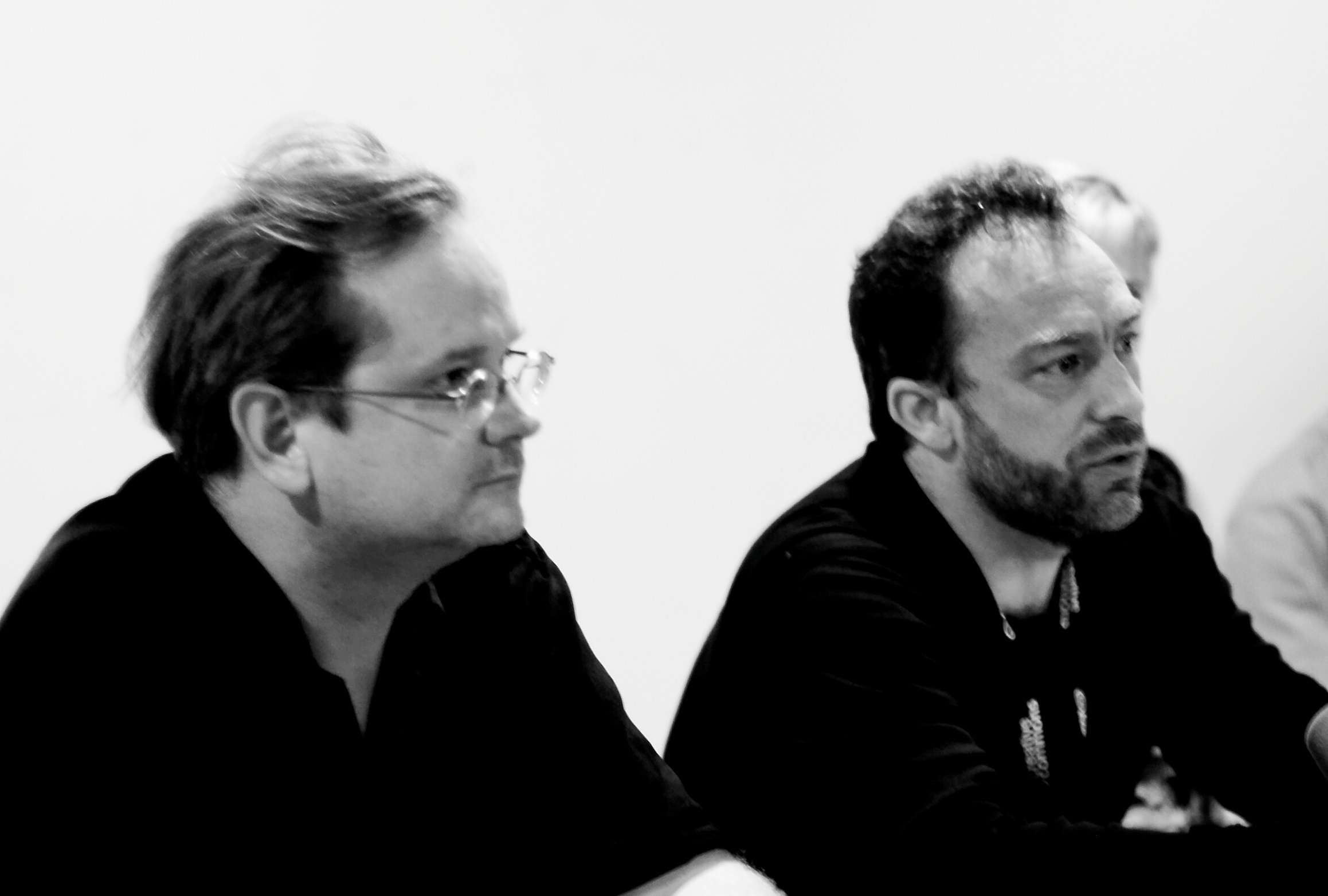
左：ローレンス・レッシグ。右：ジミー・ウェールズ（オンライン百科事典ウィキペディアの創設者）。2007年ドゥブロヴニクで開かれたiCommons iSummit にて。ウィキペディアは2009年6月にクリエイティブ・コモンズ・ライセンスを採用した。

ローレンス・レッシグ（Lawrence Lessig、1961年6月3日 - ）は、アメリカ合衆国の法学者。専門は憲法学及びサイバー法学。ハーバード大学法学教授およびエドモン・Ｊ・サフラ財団倫理センター所長。
スタンフォード大学ロー・スクールの教授及び同大学のインターネット社会研究所を歴任。

## 人物
ペンシルベニア大学ビジネス・スクール、ケンブリッジ大学トリニティ・カレッジ、イェール大学ロー・スクールで法学を専攻した。専門は憲法学およびサイバー法学。著作権の拡大に対する批判で知られる。
スタンフォード大学に移る前は、ハーバード大学及びシカゴ大学のロー・スクールで教えていた。政治的にはリベラルだとみられているが、非常に保守的なことで知られるリチャード・ポズナー判事とアントニン・スカリア判事のロー・クラークを務めていたこともある。
エルドレッド・アシュクロフト裁判（Eldred v. Ashcroft）で原告のエリック・エルドレッド（Eric Eldred）の代理人を務め、フリー・カルチャー（Free Culture）のコンセプトを打ち出した。また、フリーソフトウェア運動も支持している。フリーソフトウェア財団と自らが設立したクリエイティブ・コモンズの理事を務めている。
ソフトウェア特許がオープンソースとイノベーションの脅威になると予想しており、2002年に行われたOSCONのスピーチではこの話題がおよそ半分を占めた。
2002年には、フリーソフトウェア財団のフリーソフトウェア推進栄誉賞を受賞した。2004年4月よりフリーソフトウェア財団の理事をつとめる。
2009年、ハーバード大学法学部教授及びエドモン・Ｊ・サフラ財団倫理センター所長を務める。
2015年8月11日、クラウドファンディングによる選挙資金100万ドルの獲得を条件として次期米国大統領選挙への立候補を検討すると発表した。
9月6日、民主党6人目の候補として出馬意向を表明した。ABCの番組で「我々は政府が機能していないことを認識すべきだ」と強調した上、選挙資金や選挙権などの政治改革の実現を目指すとし、大統領になって関連法が実現すれば、大統領職を副大統領に譲るとした。しかし副大統領に誰を指名するかについては言及しなかった。
11月2日、2016年アメリカ合衆国大統領選挙からの撤退を表明した。

## 著書
単行本については、最新作であるRepublic, Lostを除き、邦訳されたものが日本で発売されている。
- Code and Other Laws of Cyberspace（Basic Books、2000）

（『CODE―インターネットの合法・違法・プライバシー』山形浩生・柏木亮二訳 翔泳社、2001年）ISBN 4881359932
WikiスタイルでCODE Ver.2の編集・校正が行われている
- The Future of Ideas- the Fate of the Commons in a Connected World, （Random House、2001）

（『コモンズ―ネット上の所有権強化は技術革新を殺す』山形浩生訳 翔泳社、2002年） ISBN 978-4798102047
- Free Culture- How Big Media Uses Technology and the Law to Lock Down Culture and Control Creativity（Penguin Press、2004）

（『Free Culture―いかに巨大メディアが法をつかって創造性や文化をコントロールするか』山形浩生・守岡桜訳 翔泳社、2004年） ISBN 4798106801
原文はクリエイティブ・コモンズ・ライセンスのもとで公開されている。
- 『テレコム・メルトダウン―アメリカの情報通信政策は失敗だったのか』（NTT出版、2005年）--エリ・ノーム、トーマス・W・ヘイズレット、リチャード・A・エプスタインとの共著 ISBN 978-4757101487
  - 英『フィナンシャル・タイムズ』紙のWebサイトでの連載コラム36本をまとめたもの。
- Code: Version 2.0 (Basic Book、2006、ISBN 0465039146)

（『Code Version 2.0』（山形浩生 [訳]、翔泳社、2007年、ISBN 4798115002）
- Remix: Making Art and Commerce Thrive in the Hybrid Economy (Penguin Press、2008、ISBN 1594201722)

（『Remix』（山形浩生 [訳]、翔泳社、2010年、ISBN 4798119806）
- Republic, Lost (Grand Central Publishing、2011、ISBN 0446576433)